# طفيلي إجباري
طفيلي مجبر أو طفيلي إجباري (بالإنجليزية: Obligate parasite)‏ أو طفيليٌ دائم التطفُّل أو كائن تام (بالإنجليزية: holoparasite)‏ هو كائنٌ طفيليٌ لا يمكنه إكمال دورة حياته دون استغلال مضيفٍ مناسب. إذا لم يتمكن الطفيلي المُجبر من الحصول على مضيفٍ، فسوف يفشل في التكاثر. هذا المصطلح عكس الطفيلي الاختياري، وهو طفيليٌ لا يعتمد على مضيفه لمواصلة دورة حياته. طورت الطفيليات الإجبارية مجموعةً متنوعة من الإستراتيجيات الطفيلية لاستغلال مضيفيها.
من المفيد للطفيلي أن يحافظ على صحة مضيفه عندما يكون ذلك متوافقًا مع متطلباته الغذائية والإنجابية، إلا عندما يكون موت المضيف ضروريًا للانتقال.